# Mokosj

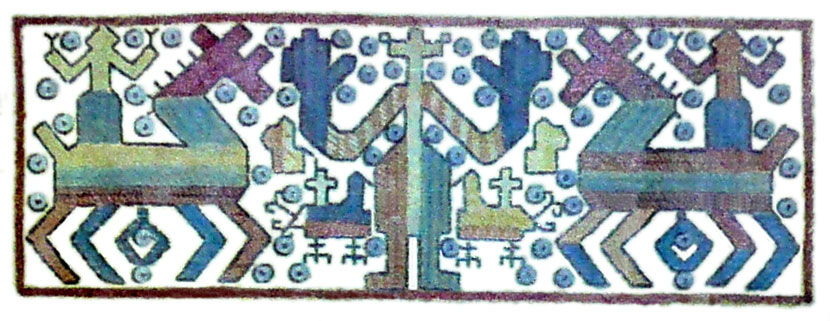
Mokosja omgiven av ryttarinnor och fåglar.

Mokosj eller Mokosja (Makosj, även Makosja) (kyrilliska: Мокошь [Мокошa], Макошь [Макошa]) – gudinna i den östslaviska mytologin, den enda kvinnliga gudom, vars avbild stod uppställd i fursten Vladimir I av Kievs hednatempel jämsides med de andra gudarnas avbilder. Vid uppräkningen av Kievrikets avbildade gudar i Nestorskrönikan avslutar Mokosj listan, som börjar med Perun. Hon förknippas med spånad och vävning, och även med ödet och hantverk.

## Funktion och betydelse
Namnet Mokosja är förbundet med ”moknut” (kyrilliska: мокнуть, ligga i blöt, bli våt), *mokos, ”prjadenije” (kyrilliska: прядение, spånad/spinna tråd). Mokosjas samband med spånad och vävning kan härledas till folkliga sedvänjor och folktro: man får inte lämna det häcklade linet, för då kommer Makosja och spinner det,
och man får inte heller spinna och väva på Mokosjas heliga dag – fredagen.
Mokosja beskrivs som en kvinna med långa armar som spinner i stugan på nätterna. Till Mokosja offras spunnet garn, häcklat lin, som läggs ner i brunnen (den sedvänjan kallas ”mokridy” (kyrilliska: мокриды, blötläggning) och härleds möjligen till namnet Mokosja ur roten mok(r) (kyrilliska: мок(р), blöt) Det föranleder några forskare att tolka Makosja som hantverkets beskydderska. Anknytningen till spånad ger fog för att hitta paralleller med de grekiska moirerna och de skandinaviska nornorna, som spann livstrådarna.
Enligt Rybakov var Makosja troligen inte en centralfigur i den förkristna ”folk”kulten i Rus, till skillnad från ”hird”kulten av Perun. Kulten av Makosja var särskilt populär bland kvinnorna.
Rybakov tolkar i monografin ”Fornslavernas hedendom” (Jazytjestve drevnich slavjan, kyrilliska: Язычестве древних славян) Makosja som ödesgudinnan, lyckogudinna eller fruktsamhets- och välgångsgudinna (enligt hans tolkning härstammar ”ma” från ”mat” (kyrilliska мать, mor), och ”kosj” (kyrilliska: кош, korg) – ”zjrebij” (kyrilliska: жребий, lott eller öde, eller ”korzina dlja zerna” (kyrilliska: корзина для зерна, frökorg)

V. V. Ivanov och V. N. Toporov föreslår att Mokosja ska ses som blixtslungaren Peruns maka, och som en av de viktigaste vid världens skapelse, då hon rövades bort av åskgudens fiende eller överlämnade sig frivilligt. Till skillnad från Perun och Veles, är namnet på den kvinnliga gestalten i den rekonstruerade myten – den bortrövade makan eller förräderskan – inte känt. I de olika legenderna figurerar hon under olika namn.

## Omnämnande i de ryska krönikorna
Mokosja omnämns i de ryska krönikorna och i talrika predikningar mot hedendomen. ”Predikning till hednabarnen” på 1500-talet varnar: ”Undvik de osynligas Gud: nalkas inte människor som tillber Börd och föderskorna, Perun, och Apollon, och Mokosja, och bereginjer, och frambär vederstyggliga offer till varje gud”.
I ”Ord om avgudabilderna” från 1400-talet finns en anteckning om gudinnan Makosja bevarad: ”… till samma gudar offrar man och skapar det slovenska språket: till Makosja och Diva (även Divija), Perun, Chors…”

## Mokosja och den heliga Paraskeva
Enligt en rad forskare har många av Mokosjas drag flyttats över till den allmänt aktade heliga Paraskeva Pjatnitsa, i vars gestalt två kristna helgon förenas: Den heliga Paraskeva, som framförallt vördas av ukrainare och vitryssar, och Paraskeva Serbskaja, som framförallt vördas av ryssar.
Namnet Paraskeva i översättning från grekiska betyder ”fredag” (pjatnitsa, kyrilliska: пятница) eller ”förberedelse” i överförd betydelse (prigotovlenije, kyrilliska: приготовление). Uppenbarligen har ”den heliga Fredagen” i folkmedvetandet blandats ihop med Mokosja, vars heliga dag var fredag. Denna veckodag helgades åt kvinnliga gudar hos de flesta europeiska folk, jämför med engelskans Friday, tyskans Freitag, svenskans Fredag, (efter gudinnorna Freja eller Frigg).